# Bad Moon Rising
Bad Moon Rising – piosenka napisana przez Johna Fogerty’ego w 1969 roku, nagrana przez zespół Creedence Clearwater Revival, która pochodzi z albumu Green River. Utwór był najpopularniejszym singlem z albumu, i stał się pierwszym hitem grupy. Na amerykańskiej liście przebojów „Billboard” Hot 100 singiel dotarł do 2. miejsca, natomiast w Wielkiej Brytanii na tamtejszej liście przebojów utrzymywał się na 1. miejscu przez 3 tygodnie we wrześniu 1969 roku.

## Listy przebojów
| Kraj   | Lista                          | Pozycja |
| ------ | ------------------------------ | ------- |
| AUT    | Ö3 Austria Top 40              | 8       |
| BE-VLG | Ultratop 50                    | 4       |
| NLD    | Single Top 100                 | 10      |
| DEU    | GfK Entertainment              | 8       |
| NOR    | VG-Lista                       | 3       |
| ZAF    | Springbok Radio                | 1       |
| CHE    | Schweizer Hitparade            | 9       |
| GBR    | Official Singles Chart Top 100 | 1       |
| USA    | „Billboard” Hot 100            | 2       |